# Ulrich Bähnk
Ulrich Bähnk (* 1965 in Plön) ist ein deutscher Schauspieler.

## Leben
Bähnk absolvierte ab 1985 eine Schauspielausbildung an der Staatlichen Hochschule für Musik und darstellende Kunst in Hamburg, die er 1989 mit dem Schauspieldiplom abschloss.
Er hatte im Verlauf seiner Karriere zahlreiche Festengagements als Theaterschauspieler, so am Staatstheater Hannover (1989), am Deutschen Schauspielhaus (1991–1993), an den Hamburger Kammerspielen (1993, 2003), am Theater im Zimmer (1994), am Altonaer Theater (1996, 2000–2006) und mit dem Solostück Der letzte Raucher an der Komödie Winterhuder Fährhaus (2008). 2009 und 2010 gastierte er bei den Burgfestspielen Jagsthausen, 2009 als Franz Moor in Die Räuber und 2010 in der Titelrolle von Goethes Schauspiel Götz von Berlichingen.
Bähnk spielte dort ein breites Repertoire, das Stücke der Antike, von William Shakespeare, die deutschsprachigen Autoren der Klassik, insbesondere aber auch Stücke der Moderne und des zeitgenössischen Theaters umfasste. Er wurde anfangs im Rollenfach des jugendlichen Helden und jugendlichen Liebhabers besetzt, übernahm jedoch bald auch verstärkt das Charakterfach.
Zu seinen Bühnenrollen gehörten unter anderem: Paris in Romeo und Julia (1992, Deutsches Schauspielhaus, Regie: Michael Bogdanov), Buckingham in Richard III. (1993, Hamburger Kammerspiele, Regie: Stephan Barbarino), Bernhard in Tod eines Handlungsreisenden (1993, Deutsches Schauspielhaus), Wladimir in Warten auf Godot (1994, Theater im Zimmer), Nick in Wer hat Angst vor Virginia Woolf? (1994, Theater im Zimmer), Sosias in  Amphitryon (1995, Altonaer Theater), die Titelrolle in Der aufhaltsame Aufstieg des Arturo Ui (2002, Altonaer Theater), George in Von Mäusen und Menschen (2003, Altonaer Theater) und die Titelrolle in Hamlet (2004/2005, Altonaer Theater).
Bähnk wirkte auch in einigen Kinofilmen und zahlreichen Fernsehproduktionen mit. Unter der Regie von Roland Suso Richter war er als Staatsanwalt in dessen Thriller 14 Tage lebenslänglich (1997) zu sehen. In dem Doku-Drama Todesspiel über die Entführung des Flugzeugs „Landshut“ verkörperte er die Rolle des Lufthansa-Copiloten Jürgen Vietor. In dem Krimi Menschenjagd (1999) spielte er den Kindesmörder Jürgen Haller, der seine eigene Nichte tötet und den Verdacht auf einen homosexuellen Musiklehrer zu lenken versucht.
Er hatte außerdem regelmäßig Episodenrollen in mehreren Fernsehserien, unter anderem in den Fernsehserien Alarm für Cobra 11 – Die Autobahnpolizei, Für alle Fälle Stefanie, Adelheid und ihre Mörder, Großstadtrevier, Wolffs Revier, Balko, Da kommt Kalle, Notruf Hafenkante und SOKO Wismar.  Außerdem wirkte er in drei Episoden der Krimireihe Tatort mit, u. a. 2003 in der Rolle des leicht verhaltensauffälligen Edgar Rodammer im Klara-Blum-Tatort Der Schächter.
Besondere Bekanntheit erlangte er insbesondere durch seine durchgehende Serienhauptrolle als Oberbootsmann Thomas Asmus in der ZDF-Actionserie Die Rettungsflieger. Eine weitere durchgehende Serienrolle hatte er außerdem in der ZDF-Serie Der Landarzt, in der er an der Seite von Thorsten Nindel den Dorfpolizisten Dieter Paetz spielte.
Bähnk arbeitete auch als Sprecher für Hörbücher, unter anderem bei Bearbeitungen von Der Seewolf und Die Abenteuer des Tom Sawyer.
Bähnk, der mit seiner Familie zeitweise in Lüneburg gelebt hatte, ist Vater von drei Söhnen und wohnt mittlerweile fest in Hamburg.

## Auszeichnungen
- 1994: Boy-Gobert-Preis für seine schauspielerische Leistung in den Theaterstücken Warten auf Godot und Wer hat Angst vor Virginia Woolf?[1][3]
- 2015: Rolf-Mares-Preis für seine Rolle als Hardy in Laurel&Hardy in den Hamburger Kammerspielen
- 2024: Rolf-Mares-Preis für seine Rolle Serge in Serge von Yasmina Reza

## Filmografie (Auswahl)
- 1993: Immer wieder Sonntag
- 1996: Alarm für Cobra 11 – Die Autobahnpolizei (Fernsehserie, 2 Folgen)
- 1997: 14 Tage lebenslänglich
- 1997–2003: Die Rettungsflieger (Fernsehserie, Serienrolle)
- 1998: Todesspiel
- 1999: Menschenjagd
- 2000: Adelheid und ihre Mörder: Manege frei für Mord (Fernsehserie)
- 2000: Für alle Fälle Stefanie: Eine richtige Familie (Fernsehserie)
- 2001: Freunde fürs Leben: Glücksmomente (Fernsehserie)
- 2001–2003: Alphateam – Die Lebensretter im OP: (Fernsehserie, 2 Folgen)
- 2003: Der Ermittler: Der Traum vom Glück (Fernsehserie)
- 2003: Tatort – Der Schächter
- 2005: Großstadtrevier: Die Geister, die ich rief (Fernsehserie)
- 2005: Ein Fall für zwei: Der verlorene Sohn (Fernsehserie)
- 2005: Wolffs Revier: Kurzschluss (Fernsehserie)
- 2005: Balko: Schmutzige Geschäfte (Fernsehserie)
- 2006: Da kommt Kalle: Schöne Ferien (Fernsehserie)
- 2006: Geile Zeiten
- 2006–2013: Der Landarzt (Fernsehserie, Serienrolle)
- 2007: Stubbe – Von Fall zu Fall: Schmutzige Geschäfte (Fernsehreihe)
- 2007: SOKO Rhein-Main: Die Büchse der Pandora (Fernsehserie)
- 2008: Mord in bester Gesellschaft: Die Nächte des Herrn Senator (Fernsehserie)
- 2009: Notruf Hafenkante: Falsche Töne (Fernsehserie)
- 2010: Neue Vahr Süd
- 2011: SOKO Wismar: Auf Messers Schneide (Fernsehserie)
- 2011: Notruf Hafenkante: Im Bunker (Fernsehserie)
- 2012: Tatort – Hochzeitsnacht (Fernsehreihe)
- 2013: Warum Hans Wagner den Sternenhimmel hasst
- 2014: Emma hat Flügel
- 2014: Kripo Holstein – Mord und Meer: Vom Winde verweht (Fernsehserie)
- 2015, 2018: Jennifer – Sehnsucht nach was Besseres (Fernsehserie)
- 2018: In aller Freundschaft – Die jungen Ärzte (Fernsehserie)
- 2018: SOKO Wismar: Tod eines Lebensretters (Fernsehserie)
- 2019: Kommissar Dupin – Bretonische Geheimnisse
- 2020: SOKO Köln: Totgelacht (Fernsehserie)
- 2021: SOKO Stuttgart: Mehr Hubraum als IQ (Fernsehserie)
- 2021: Nord bei Nordwest – Im Namen des Vaters
- 2022: Die Pfefferkörner (Fernsehserie, Folge: 5-Millionen-Coup)
- 2022: Die Kanzlei – Reif für die Insel (Fernsehfilm)
- 2022: Ein Sommer auf Langeoog (Fernsehreihe)
- 2023: Luden (Fernsehserie, 3 Folgen)
- 2023: Legend of Wacken (Fernsehserie)
- 2023: Hotel Mondial (Fernsehserie)
- 2024: Alle nicht ganz dicht (Fernsehfilm)

## Theater (Auswahl)
- 1988–1993: Schauspielhaus Hamburg
- 1993/94: Theater im Zimmer, Hamburg
- 1995: Thalia Theater, Hamburg
- seit 1995: Altonaer Theater Hamburg
- 2003, 2008 und 2014/15: Kammerspiele Hamburg
- 2005: Theater Kiel
- 2009/10 und 2013: Burgfestspiele Jagsthausen
- 2016: Bad Hersfelder Festspiele[4]
- 2017: Ohnsorg-Theater, Hamburg
- 2018: Hamburger Kammerspiele
- 2022: Ernst-Deutsch-Theater, Hamburg
- 2023: Altonaer Theater
- 2024: Hamburger Kammerspiele